# Zuckerstreuer
Ein Zuckerstreuer ist ein Haushaltsgegenstand und Teil des Essgeschirrs. Zuckerstreuer lassen sich aus verschiedenen Materialien finden: Plastik, Glas, Kristallglas, Porzellan und Silber. Da Zucker in früheren Jahrhunderten als Luxusgut privilegierten Schichten vorbehalten war, wurde er gern in wertigen Gefäßen präsentiert. Handwerksmeister, Goldschmiede und Porzellanbildner schufen kleine Kunstwerke, die heute in Museen ausgestellt werden und von Auktionshäusern versteigert werden.

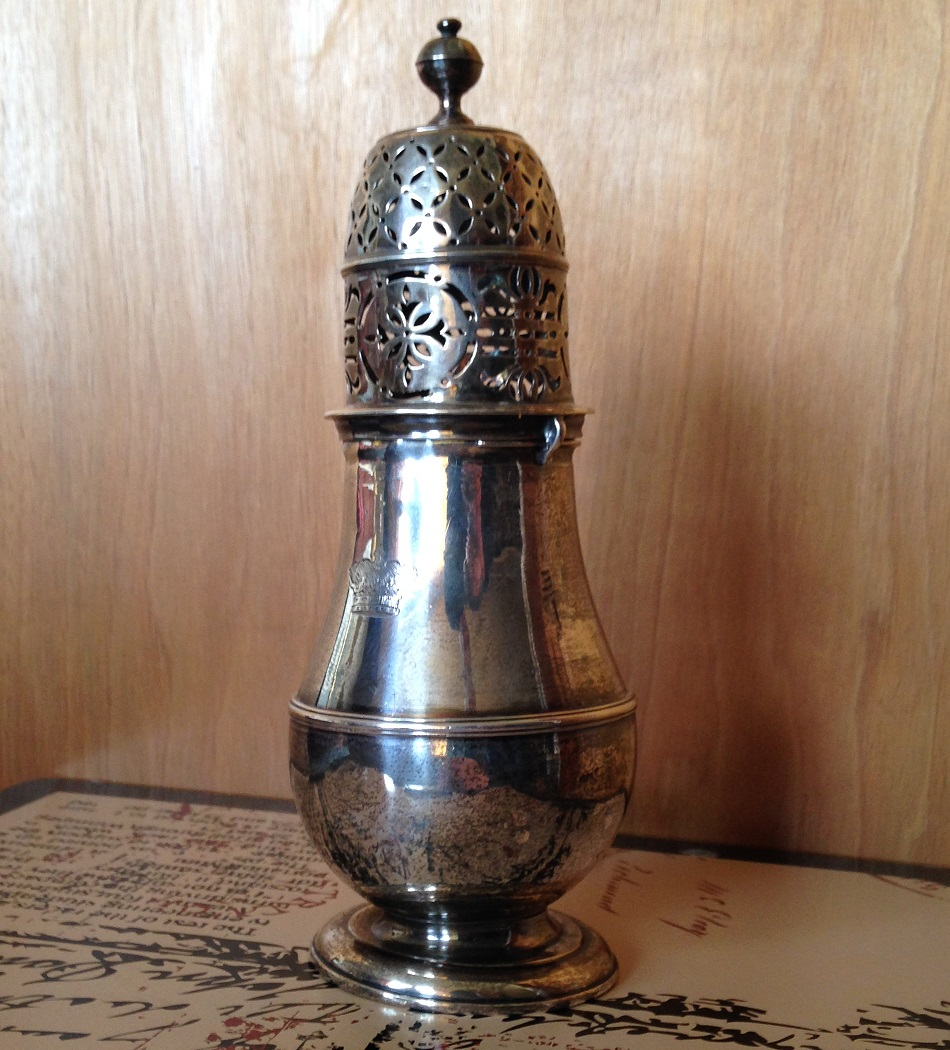
Silber-Zuckerstreuer
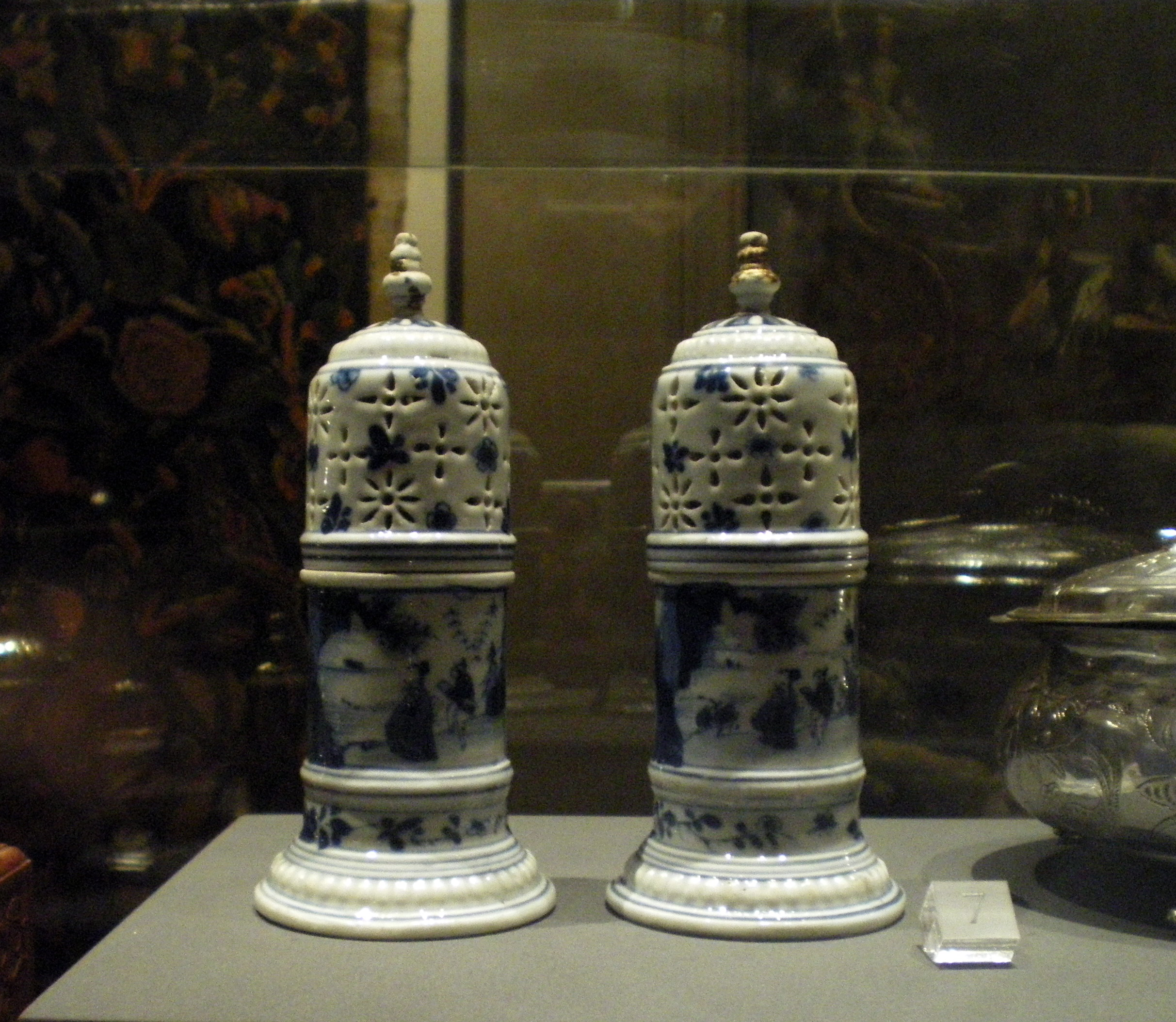
Museumsstücke aus Porzellan
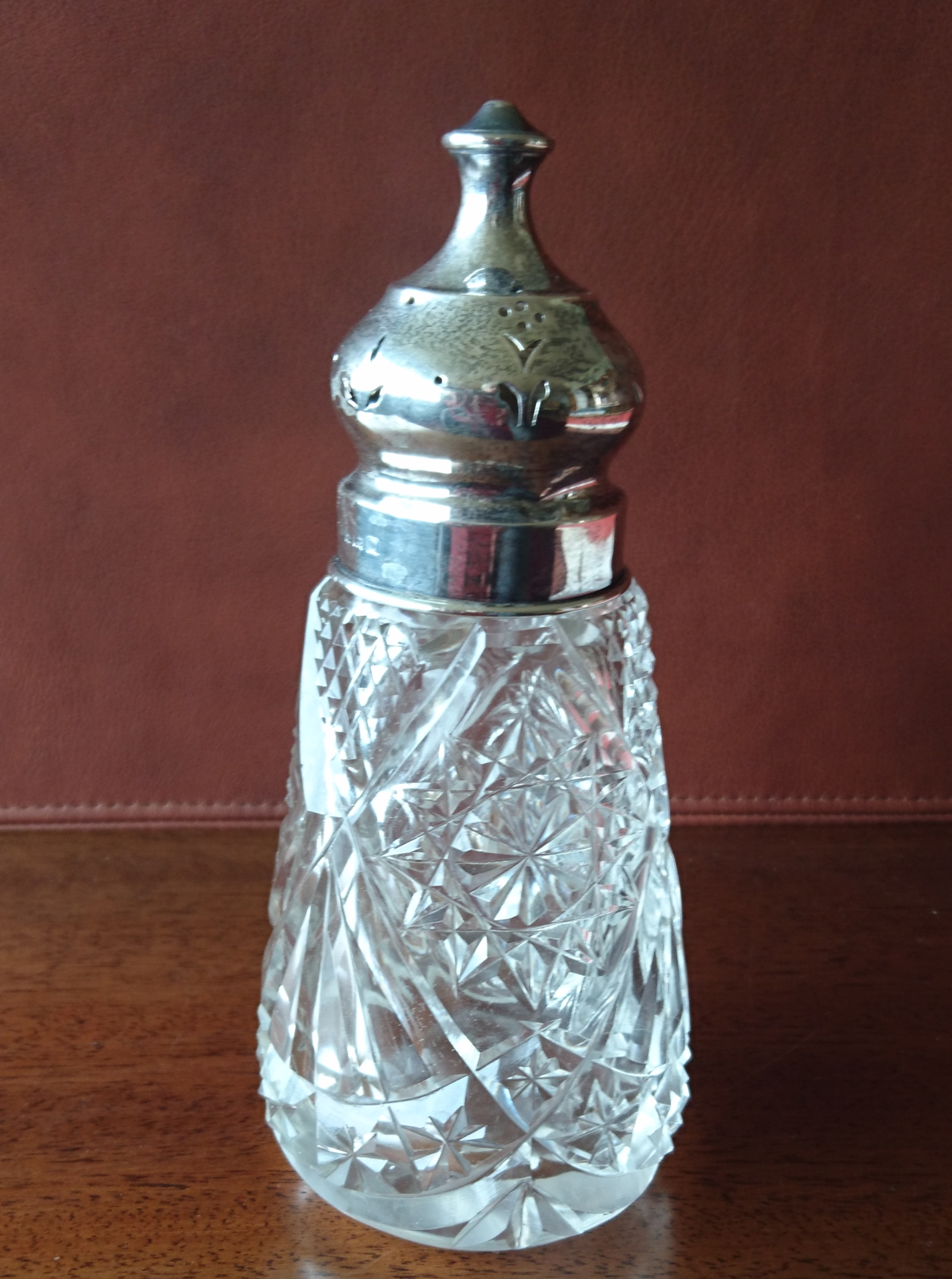
Puderzuckerstreuer

## Süßer Heinrich

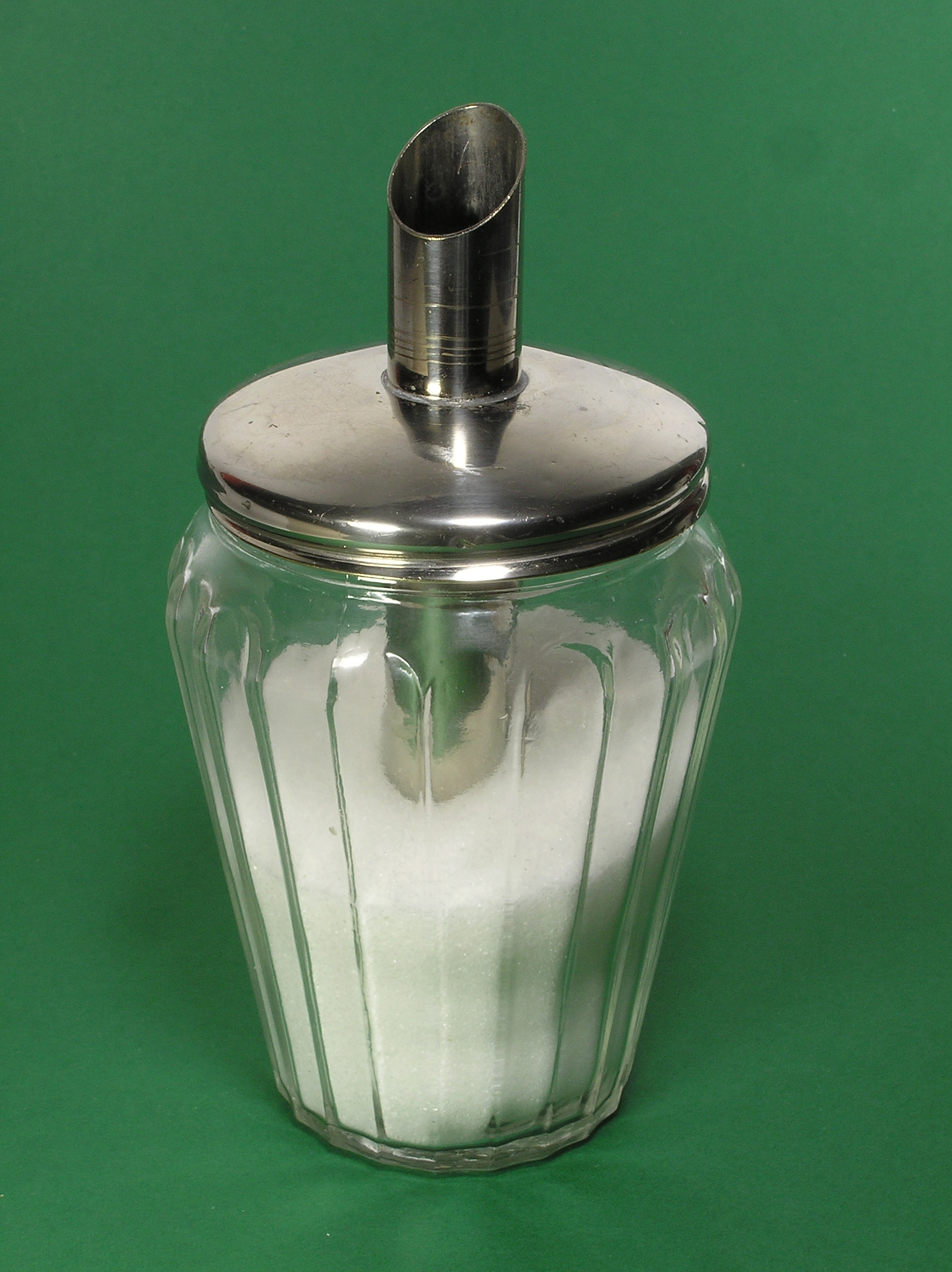
„Süßer Heinrich“ komplett

Weltweiten Erfolg verbuchte die Fortentwicklung des Zuckerstreuers zum  Süßen Heinrich, einem Zuckerportionierer, mit dem man die Menge des losen Zuckers bei Tisch besser dosieren kann.
Der Süße Heinrich besteht aus einem Gefäß, das mit einem Deckel verschlossen ist, durch den ein unten und oben abgeschrägtes Rohr geführt ist. Durch eine Kippbewegung wird der Zucker entnommen, bei jedem Vorgang gibt der Zuckerstreuer eine ungefähr gleiche Menge Zucker ab.

## Geschichte des Portionierers

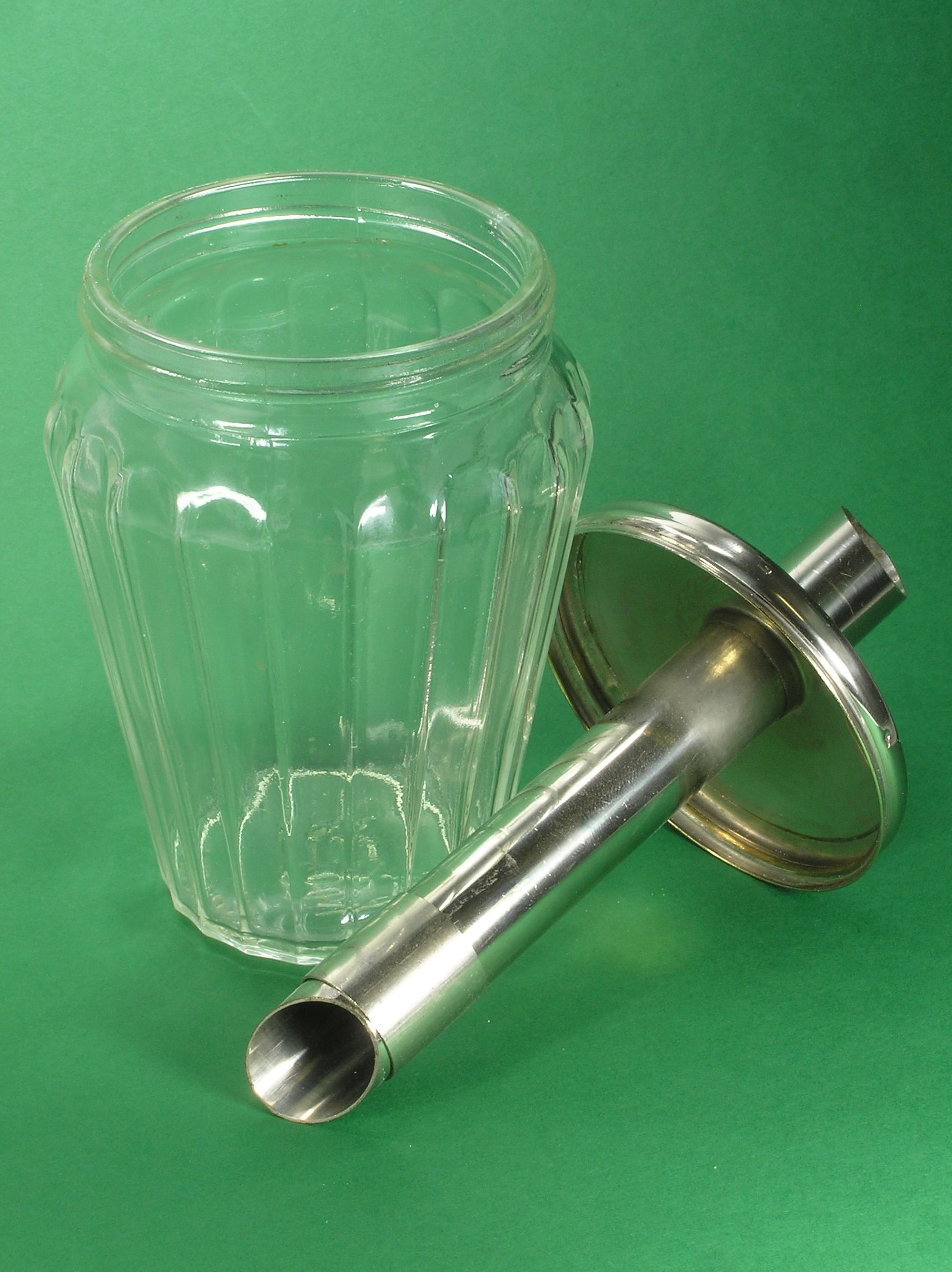
„Süßer Heinrich“ zerlegt

Der erste Zuckerportionierer wurde von Heinrich Kurz im hessischen Windecken erfunden und von seinem Enkel Johann Karl Theodor Jacob durch sein Handelsunternehmen Helly in Hanau unter der Patentnummer DE953649C patentiert und vertrieben. Die Idee war, einen Portionierer für losen Haushaltszucker zu entwickeln, bei dem portionsgerecht eine feste Menge Zucker entnommen werden konnte.
Das Produkt wurde im Jahr 1954 auf den Markt gebracht und unter dem Handelsnamen „Süßer Heinrich“ vertrieben. Am 15. November 1953 wurde der Zuckerportionierer in Deutschland zum Patent angemeldet. Die Patentanmeldung wurde am 14. Juni 1956 veröffentlicht und am 15. November 1956 die Patenterteilung bekannt gegeben.
Die schweizerische Eidgenossenschaft erteilte Theodor Jacob einen Erfindungsschutz mit der Hauptpatentnummer 338936 am 31. Juli 1959 in Bern.